# Волосовський Олег Вадимович
Олег Волосо́вський (нар. 26 січня 1971, Київ) — український архітектор, дизайнер та сценограф. Засновник студії дизайну та архітектури loft buro. Живе та працює в Києві (Україна).

## Життєпис

### Рання біографія та освіта
Олег Волосовський народився 26 січня 1971 року в Києві. Батько спочатку був інженером-радіоелектронщиком, пізніше почав займатися ювелірною справою. Дідусь — архітектор з освітлення, який відповідав за газорозрядну ілюмінацію Хрещатика в Києві. 
У 1994 році закінчив Національну академію образотворчого мистецтва і архітектури (НАОМА) за спеціальністю «Художник-архітектор». Навчався під керівництвом українських архітекторів Вадима Борисовича Жежеріна та Ігоря Петровича Шпари.
Під час навчання в академії разом зі своїми колегами створював перші невеликі проєкти.

### Архітектура, дизайн та сценографія
У 1995 році Олег Волосовський почав професійно займатися архітектурною діяльністю та заснував студію дизайну «Studio 2111» у Києві. Проєкти створювалися завдяки потужностям власного невеликого виробництва. Студія спеціалізувалася на розробці інтер'єрів барів, магазинів і розважальних центрів. 
У період з 1995 по 2001 рік Олег був офіційним дизайнером магазинів Adidas в Україні. Пізніше окремим напрямом у роботі додався реквізит і костюми для артистів цирку. Важливим етапом стала робота художником-постановником у театрі Романа Віктюка. Оформляв сцени Національного палацу мистецтв «Україна» та Національного академічного театру опери та балету України ім. Т. Г. Шевченка.
Проєктував простір для телевізійних реаліті-шоу «На ножах», «За склом», «Пекельна кухня».
У 2001 році студію реорганізували, було змінено назву. Олег став засновником та головним архітектором студії loft buro (Київ, Україна), яка спеціалізується на дизайні інтер'єрів публічних  і приватних просторів в Україні та за її межами.

### Інша діяльність
З 2017 року постійний член журі Національної ресторанної премії «Сіль» (Україна).   
2017 — член журі національного архітектурного студентського конкурсу STEEL FREEDOM (Україна).
2023 — член журі архітектурної премії Premiul DAS (Молдова).
З 2023 року призначений радником генерального директора Національного музею народної архітектури та побуту України з питань архітектури та дизайну.

### Сім'я
Дружина — дизайнерка Олена Логвинець, співзасновниця студії loft buro. Донька — українська фешн-дизайнерка Єлизавета Волосовська, яка створює одяг під власним ім'ям Yelizavetta Volosovska.

### Хобі
Разом із дружиною є членами MG Car Club і власниками спортивного ретроавтомобіля Morris Garages (MG) 1953 року, з яким бере участь у змаганнях, мітингах і тематичних пробігах. Машина має ім’я — Містер Харольд.
У 2021 році отримав Міжнародний сертифікат шкіпера ISSA. Був співорганізатором яхтинг-турів для українських архітекторів і дизайнерів.
З 2022 року є співзасновником апсайклінг-бренду одягу та аксесуарів Rewind.

## Робота студії

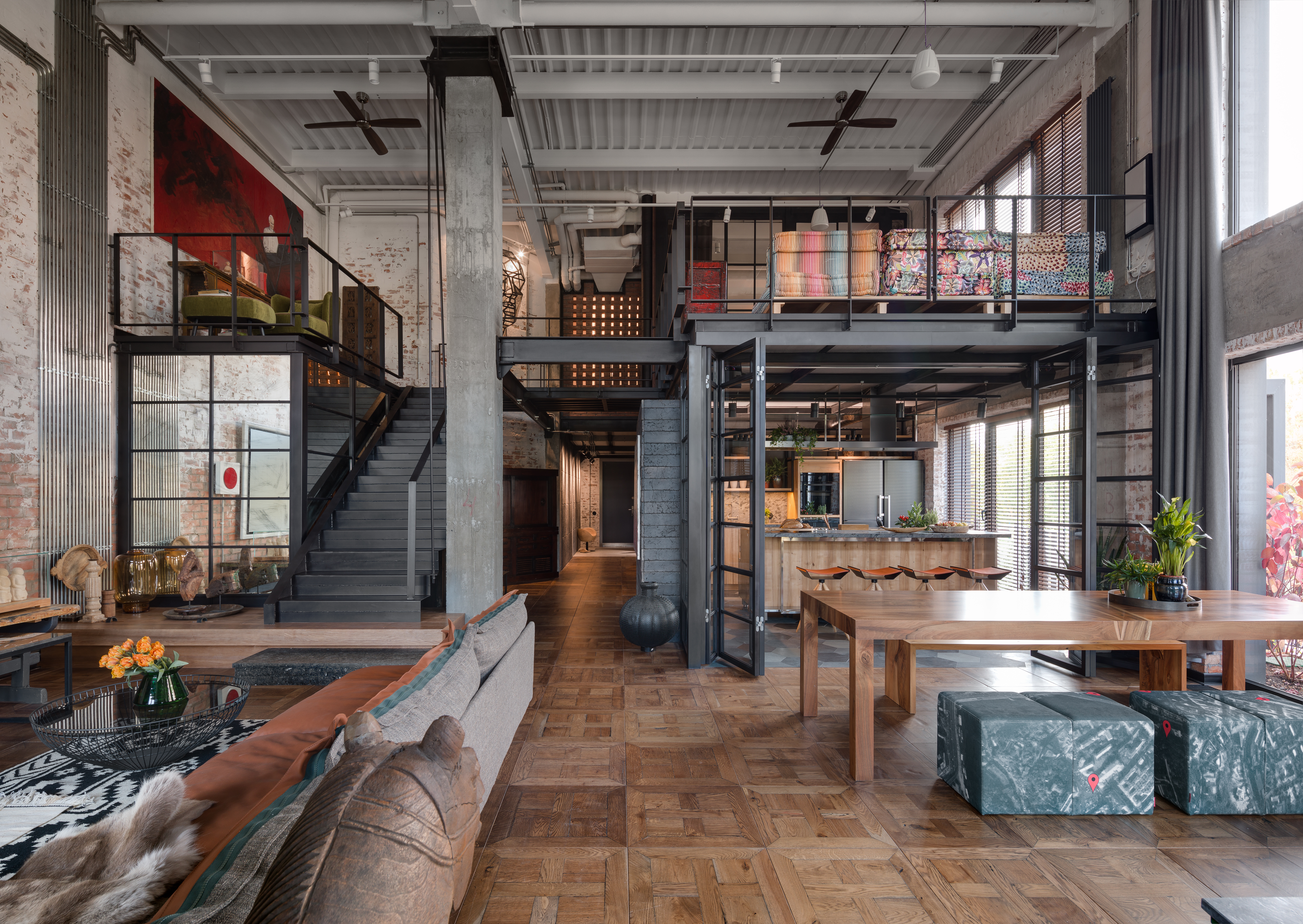
Hayloft – проєкт студії loft buro

Основні напрями діяльності студії loft buro: архітектурне проєктування, дизайн інтер'єру та предметний дизайн. Фірмовий стиль — колоніальний лофт.   
Роботи студії друкуються у світових виданнях: ELLE, ArchDaily, designboom та інших. У 2023 році проєкти loft buro увійшли до книги UkraineRising (вид. gestalten та CP Publishing), яка репрезентує досягнення 70 українських митців у різних галузях.
Проєкти номінуються на участь у національних та світових преміях: Dezeen Awards, Frame Awards, SBID, Restaurant&Bar Design Awards , Art Space.

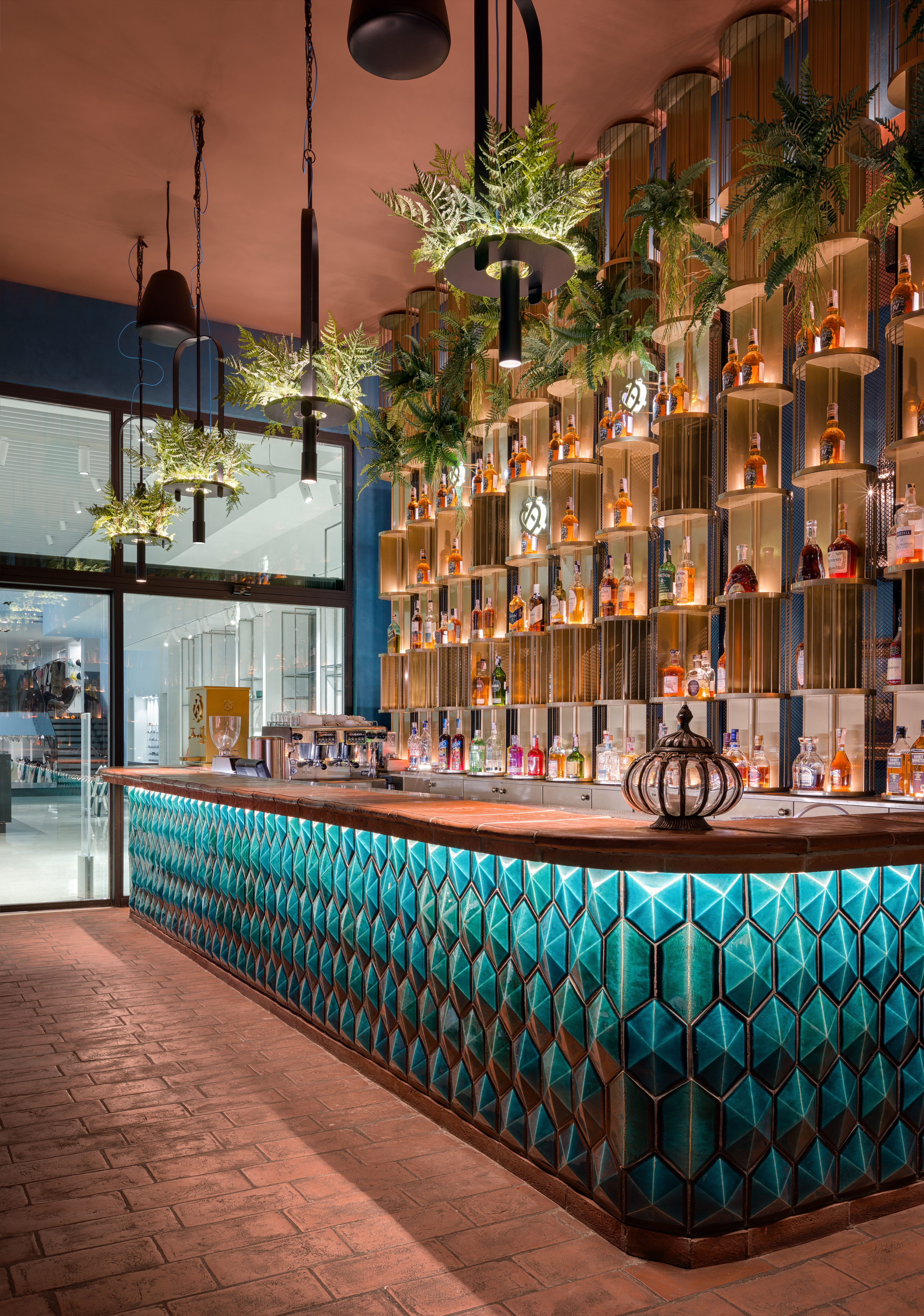
Marokana – проєкт студії loft buro

Після повномасштабного вторгнення в Україну студія почала працювати над соціальними проєктами, зокрема це модульне житло для переселенців  і житлові модулі для облаштування побуту.
Компанія є членом Асоціації меблевиків України.

### Обрані реалізовані проєкти студії
- Ресторан Svetloe & Temnoe (Київ, Україна, 2012) [32]
- Мистецько-гастрономічний простір «Остання Барикада» (Київ, Україна, 2016)
- Ресторан Chicken Kyiv (Київ, Україна, 2017)[33]
- Ресторан Mur Mur (Київ, Україна, 2017)[34] [35]
- Ресторан Chi (Київ, Україна, 2016)[36]
- Ресторан Tin Tin (Київ, Україна, 2017)[37]
- Ресторан Marokana (Київ, Україна, 2019)[38] [39]
- Ресторан Ugli (Київ, Україна, 2020)[40]
- Приватні апартаменти Hayloft (Київ, Україна, 2020)[41] [42] [43] [44] [19]
- Кав'ярня та цех для обсмажування кави Fresh Black (Київ, Україна, 2021)[26]
- Приватне шале Enjoy the Silence (Київ, Україна, 2022)[21]
- Приватні апартаменти East-West (Київ, Україна, 2023)[45]
- Відновлення вітряка ХІХ століття з Херсонщини (Національний музей народної архітектури та побуту України, 2024)[46]